# 삼마치
삼마치는 강원특별자치도 홍천군 홍천읍과 횡성군 공근면의 경계에 위치한 고개로, 국도 제5호선 및 중앙고속도로, 한강기맥이 통과한다. 오음산(930m)를 중심으로 서쪽의 삼마치(국도 제5호선 통과)와 동쪽의 작은삼마치(중앙고속도로 통과, 2001년 8월 17일 개통)로 나누어지며, 양쪽 모두 터널로 통과한다. 삼마치는 해발고도 460m, 작은삼마치는 해발고도 500m이다.  